# Tinerii Verzi Europeni
Federația Tinerilor Verzi Europeni, denumită adesea FYEG, este o organizație-umbrelă care adună mișcări și organizații de tineret verzi din Europa, cu 40.000 de membri. Din 2007, FYEG este organizația de tineret a Partidului Verde European.
Tinerii Verzi - organizația de tineret a Partidului Verde (Verzii) este membră a FYEG alături de alte 30 de organizații membre, de alți 5 membrii candidați și de alte 2 organizații asociate, împreună cu două organizații partenere - Global Young Greens și Rețeaua de Cooperare și Dezvoltare din Europa de Est. Este un partener apropiat al Fundației Verzi Europene, al Verzilor Europeni și al Academiei Verzi. 

## Membrii

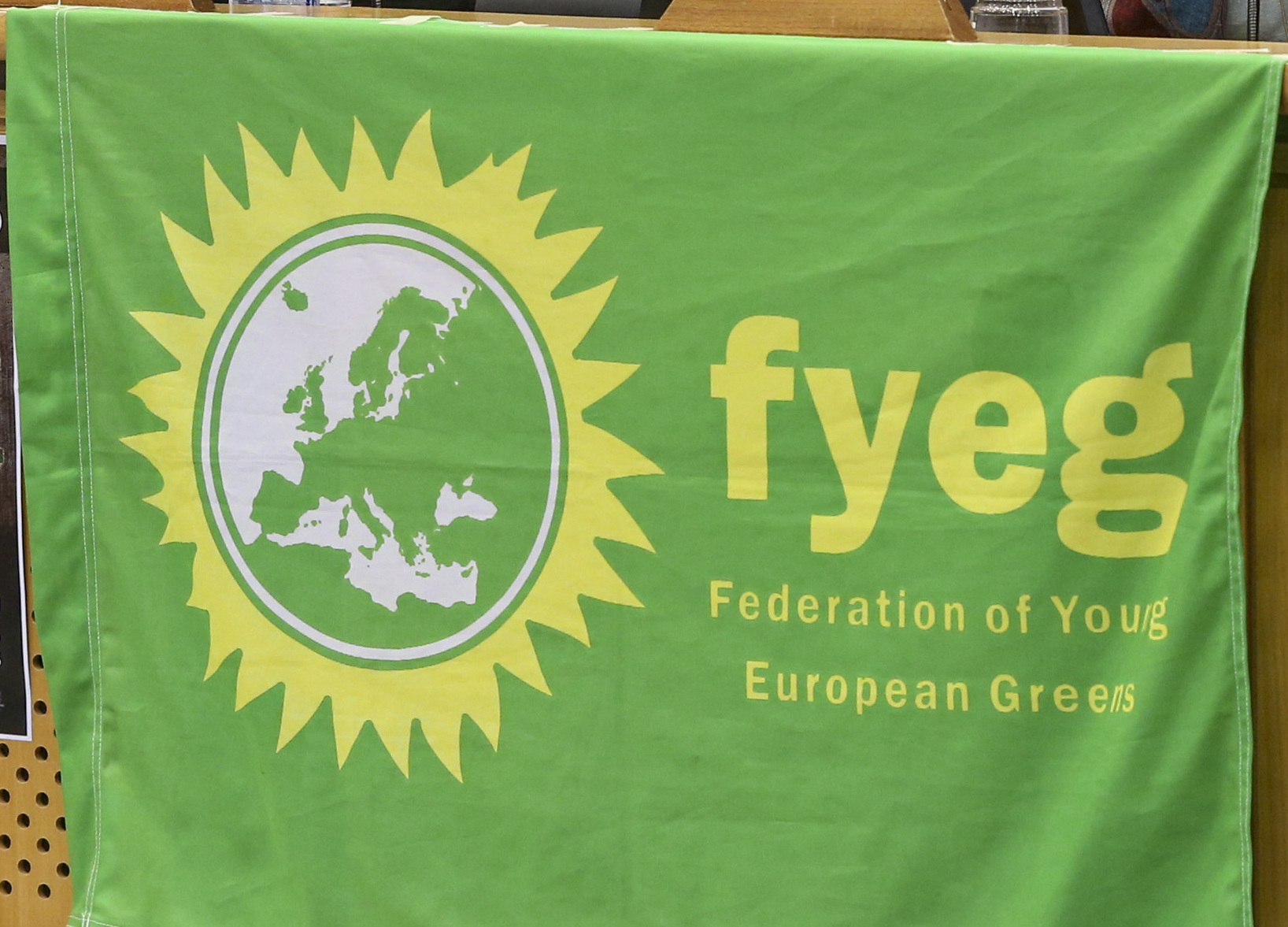
Un steag folosit de organizație

Tinerii Verzi din România sunt membrii candidați ai Federației Tinerilor Verzi Europeni începând din vara anului 2023.
De asemenea, următoarele organizații de tineret a Partidelor Verzi din Europa sunt afiliate FYEG
- Tinerii Verzi din Albania
- Tinerii Verzi din Austria
- Tinerii Verzi din Belgia
- Tinerii Verzi din Cipru
- Tinerii Verzi din Cehia
- Tinerii Verzi din Franța
- Tinerii Verzi din Regatul Unit
- Tinerii Verzi din Germania
- Tinerii Verzi din Grecia
- Tinerii Verzi din Ungaria
- Tinerii Verzi din Italia
- Tinerii Verzi din Serbia
- Tinerii Verzi din Polonia
- Tinerii Verzi din Ucraina